# Denis Suárez
Denis Suárez (Salceda de Caselas, 6 januari 1994) is een Spaans voetballer die doorgaans als aanvallende middenvelder speelt. Hij verruilde Celta de Vigo in juli 2023 voor Villarreal. Suárez debuteerde in 2016 in het Spaans voetbalelftal.

## Clubcarrière
Suárez speelde in de jeugd en het tweede elftal van Celta de Vigo, tot hij op 23 mei 2011 tekende bij Manchester City. Hier begon hij op 25 september 2012 voor het eerst in de basiself van het eerste elftal, tijdens een wedstrijd in het toernooi om de League Cup tegen Aston Villa. Hij werd in de 57e minuut bij een stand van 1–1 gewisseld. Manchester City verloor die wedstrijd met 2–4. Tot een debuut in de Premier League kwam het niet.
Suárez tekende in augustus 2013 een vierjarig contract bij FC Barcelona. Hier ging hij in het tweede elftal spelen. De club verhuurde hem in juni 2014 vervolgens voor twee seizoenen aan Sevilla FC. Hiervoor debuteerde Suárez in de Primera División. Hij won in zijn eerste jaar bij de club de UEFA Europa League. Hij speelde tijdens dat toernooi negen keer en scoorde in onder meer de achtste finale tegen Villarreal en de kwartfinale tegen Zenit Sint-Petersburg.
FC Barcelona, Sevilla en Villarreal  kwamen in augustus 2015 tot een overeenkomst om Suárez' nog een jaar doorlopende huurovereenkomst per direct te beëindigen. Sevilla kreeg €4.000.000,- als vergoeding, waarna Villarreal hem transfervrij overnam van Barcelona en hem een contract tot medio 2019 gaf. Barcelona kreeg daarbij een optie om hem voor een gelimiteerde transfersom terug te mogen kopen. Daarvan maakte de club een jaar later gebruik. Suárez tekende in juli een contract tot medio 2020 bij FC Barcelona, dat daarvoor €3.250.000,- overmaakte aan Villarreal. In zijn verbintenis werd een optie voor nog een seizoen opgenomen. Suárez slaagde er bij FC Barcelona niet in om basisspeler te worden. Toen coach Luis Enrique na seizoen 2016/17 werd opgevolgd door Ernesto Valverde slonk zijn speeltijd verder. Hij werd in seizoen 2017/18 wel voor het eerst in zijn carrière landskampioen. Daar droeg hij zelf in 18 speelronden aan bij, waarvan 14 als invaller. Hij scoorde tijdens overwinningen op Getafe en Eibar. Nadat Suárez in de eerste seizoenshelft van 2018/19 bleef steken op twee invalbeurten, verhuurde Barcelona hem in januari 2019 voor een halfjaar aan Arsenal. Hier verging het hem amper beter.
Suárez verruilde FC Barcelona in juli 2019 voor Celta de Vigo, waar hij een contract tekende tot medio 2023. Hier werd hij weer een vaste basisspeler. Hij speelde in 2020/21 in 35 en in 2021/22 in alle 38 speelronden van de Primera División. Na een seizoen vechten tegen degradatie eindigde hij twee jaar op rij in de middenmoot met Celta. Na een geschil met voorzitter Carlos Mouriño werd Suárez in de eerste helft van seizoen 2022/23 buiten de selectie gelaten. Hij bracht de laatste helft van het seizoen vervolgens op huurbasis door bij Espanyol. Suárez verruilde Celta de Vigo in juli 2023 voor Villarreal. Hij tekende een driejarig contract.

## Interlandcarrière
Suárez kwam uit voor alle Spaanse nationale jeugdelftallen vanaf Spanje –17. Hij won met Spanje –19 het EK –19 van 2012 en nam met Spanje –20 deel aan het WK –20 van 2013. Met Spanje –21 bereikte hij de finale van het EK –21 van 2017. Suárez debuteerde op 29 mei 2016 in het Spaans voetbalelftal, net als Sergio Asenjo, Pablo Fornals, Héctor Bellerín, Diego Llorente, Mikel Oyarzabal, Marco Asensio en Iñaki Williams. Bondscoach Vicente del Bosque liet hem die dag een helft spelen in een oefeninterland tegen tegen Bosnië en Herzegovina (3–1) in Sankt Gallen. In mei 2016 speelde Suárez voor het Galicisch elftal, tegen Venezuela (1–1) in Estadio Riazor.

## Erelijst
| Competitie                 |         |                  |         |         |
| Competitie                 | Aantal  | Jaren            |         |         |
| Sevilla                    | Sevilla | Sevilla          | Sevilla | Sevilla |
| -------------------------- | ------- | ---------------- | ------- | ------- |
| UEFA Europa League         | 1x      | 2014/15          |         |         |
| FC Barcelona               |         |                  |         |         |
| Primera División           | 1x      | 2017/18          |         |         |
| Copa del Rey               | 2x      | 2016/17, 2017/18 |         |         |
| Supercopa de España        | 1x      | 2016             |         |         |
| Spanje –19                 |         |                  |         |         |
| Europees kampioenschap –19 | 1x      | 2012             |         |         |

1 Júnior ·
2 Costa ·
3 Albiol  ·
4 Bailly ·
5 Kambwala ·
6 Suárez ·
7 Moreno ·
8 Foyth ·
10 Parejo ·
11 Akhomach ·
12 Bernat ·
13 Conde ·
14 Comesaña ·
15 Barry ·
16 Baena ·
17 Femenía ·
18 Gueye ·
19 Pépé ·
20 Terrats ·
21 Pino ·
22 Pérez ·
23 Cardona ·
24 Pedraza ·
31 Álvarez ·
Coach: Marcelino